# Dubianaclia amplificata
Dubianaclia amplificata là một loài bướm đêm thuộc phân họ Arctiinae, họ Erebidae.